# José Fernández Díaz
José Fernández Díaz (ur. 5 września 1908, Centro Habana  – zm. 11 października 1979, Hawana) – kubański piosenkarz i autor tekstów znany również jako Joseíto Fernández. Najbardziej znany jego utwór to Guantanamera.